# Liste der Naturdenkmale in Lauchheim
| Naturdenkmale | Anzahl |
| ------------- | ------ |
| FND           | 14     |
| END           | 9      |
| Gesamt        | 23     |

Die Liste der Naturdenkmale in Lauchheim nennt die verordneten Naturdenkmale (ND) der im baden-württembergischen Ostalbkreis liegenden Stadt Lauchheim. In Lauchheim gibt es insgesamt 23 als Naturdenkmal geschützte Objekte, davon 14 flächenhafte Naturdenkmale (FND) und 9 Einzelgebilde-Naturdenkmale (END).
Stand: 1. November 2016.

## Flächenhafte Naturdenkmale (FND)
| Name                                               | Bild | Kennung     | Einzelheiten | Position | Fläche Hektar | Datum |
| -------------------------------------------------- | ---- | ----------- | ------------ | -------- | ------------- | ----- |
| Alter Steinbruch u. Trockenrasen auf dem Stettberg | BW   | 81360380021 | Lauchheim    | ⊙        | 0,8           |       |
| Dormerlohweiher mit Umgebung                       | BW   | 81360380002 | Lauchheim    | ⊙        | 0,4           |       |
| Eichenbühl bei Röttingen u. Baumreihe              | BW   | 81360380013 | Lauchheim    | ⊙        | 1,1           |       |
| Feuchtgebiet beim Stettener Hölzle                 | BW   | 81360380008 | Lauchheim    | ⊙        | 0,7           |       |
| Feuchtwiese bei den Fischweihern                   | BW   | 81360380001 | Lauchheim    | ⊙        | 0,5           |       |
| Heide bei der Wendelinskapelle                     | BW   | 81360380010 | Lauchheim    | ⊙        | 1,7           |       |
| Heide mit Eichen bei St. Gangolf                   | BW   | 81360380012 | Lauchheim    | ⊙        | 0,8           |       |
| Hülbe bei der Sohlhauhütte                         | BW   | 81360380024 | Lauchheim    | ⊙        | 0,1           |       |
| Hülbe im Kugelbuck                                 |      | 81360380006 | Lauchheim    | ⊙        | 0,0           |       |
| Hülbe im Mengenbuck                                | BW   | 81360380017 | Lauchheim    | ⊙        | 0,5           |       |
| Nordabfall des Barnbergs                           | BW   | 81360380014 | Lauchheim    | ⊙        | 2,5           |       |
| Pflanzenstandort Halde                             | BW   | 81360380019 | Lauchheim    | ⊙        | 0,7           |       |
| Pflanzenstandort Lindich                           | BW   | 81360380020 | Lauchheim    | ⊙        | 0,3           |       |
| Stalleiche mit Heide                               | BW   | 81360380009 | Lauchheim    | ⊙        | 1,0           |       |
| Legende für Naturdenkmal                           |      |             |              |          |               |       |

## Einzelgebilde (END)
| Name                                          | Bild | Kennung     | Einzelheiten | Position | Fläche Hektar | Datum |
| --------------------------------------------- | ---- | ----------- | ------------ | -------- | ------------- | ----- |
| 1 Alte Eiche im Schießtal                     | BW   | 81360380018 | Lauchheim    | ⊙        | 0,0           |       |
| 1 Eiche bei Kapelle Hettelsberg               | BW   | 81360380015 | Lauchheim    | ⊙        | 0,0           |       |
| 1 Esche, 1 Ulme, 2 Linden am Stationenweg     | BW   | 81360380003 | Lauchheim    | ⊙        | 0,0           |       |
| 1 Linde am Kreuz im Kärcherwäldle             | BW   | 81360380022 | Lauchheim    | ⊙        | 0,0           |       |
| 1 Linde an der Bahnhofstraße                  | BW   | 81360380016 | Lauchheim    | ⊙        | 0,0           |       |
| 1 Linde bei der Mariengrotte                  | BW   | 81360380005 | Lauchheim    | ⊙        | 0,0           |       |
| 1 Linde, 1 Eiche bei der St.-Gangolfs-Kapelle | BW   | 81360380011 | Lauchheim    | ⊙        | 0,0           |       |
| 3 Linden beim Schönen Stein                   | BW   | 81360380023 | Lauchheim    | ⊙        | 0,0           |       |
| 4 Linden auf dem Kalvarienberg                | BW   | 81360380004 | Lauchheim    | ⊙        | 0,0           |       |
| Legende für Naturdenkmal                      |      |             |              |          |               |       |